# ولفگانگ ارل
ولفگانگ ارل(به آلمانی: Wolfgang Ehrl‎)(زادهٔ ۴ مارس ۱۹۱۲ در مونیخ–درگذشتهٔ ۱۱ ژوئن ۱۹۸۰ در مونیخ)کشتی گیر آلمانی بود که در المپیک تابستانی ۱۹۳۲ و المپیک تابستانی ۱۹۳۶ شرکت کرد.